# Reginingen
De Reginingen waren een aanzienlijke adellijke familie. Uit vroegere bronnen zijn bekend de broers Reginmunt en Folcrih en hun naaste verwant, (mogelijke broer) Reginhart en de latere Reginhilde. Reginingen is geen toenaam/achternaam, maar worden zo genoemd ter identificatie. 
Zij worden genoemd in Traditiones Fuldenses / codex Eberhardi, en beschikten in de 1e helft van de 9e eeuw over vele goederen, voornamelijk in Oostergo, die zij gedeeltelijk schonken aan de abdij van Fulda. Goederen die zij schonken zijn o.a. te Rinsumageest, Ternaard, Ferwerd, Ameland, Lutkelaard en Waaxens, en ook nog op Texel. Bij sommige goederen die zij schonken behoorden ook slaven en horigen. Het gaat hier om slechts de schenkingen aan Fulda, het totale bezit van de Reginingen zal veel groter zijn geweest.
Verschillende van hun nakomelingen, in diverse vrouwelijke lijnen, huwden met Deense edelen en met Saksische families van de Widukinden, Ottonen en Billungen. Uiteindelijk werd het Friese bezitscomplex van deze verwantschapskring geschonken aan kerkelijke instellingen in Saksen, ook werd o.a. klooster Klaarkamp 12e eeuw, de parochiekerken van Baflo 10e eeuw en Rinsemageest 10e of 11e eeuw, begunstigd bij hun stichting.
Regin-, oude naam voor het modernere Rienk. Germaanse naamstam met de oorspronkelijke betekenis voor raad, raadsbesluit der goden, het heeft in namen een versterkende betekenis: sterk, zeer.